# ميكاه هيلتون
ميكاه هيلتون (بالإنجليزية: Micah Hilton)‏ (2 أكتوبر 1985 - ) هو لاعب كرة قدم بريطاني في مركز حراسة المرمى. شارك مع منتخب مونتسرات لكرة القدم.

## وصلات خارجية
- ميكاه هيلتون على موقع الاتحاد الدولي (مؤرشف)  (الإنجليزية)
- ميكاه هيلتون على موقع قاعدة بيانات كرة القدم.إي يو (الإنجليزية)
- ميكاه هيلتون على موقع ناشيونال فوتبول تيمز (الإنجليزية)